# 嘎喳嘴
《嘎喳嘴》是史蒂芬·金所著的短篇小說，最先刊登在於1992年《墓園之舞》上，1993年，史蒂芬將故事收錄在短篇小說集《惡夢工廠》內。1997年，此故事與克里夫·巴克的其中一個短篇故事合拍成一套電視電影《水銀公路》，由克里斯托弗·劳埃德主演。

## 故事簡介
哈根是一名業務員，經常四處跑生意，一次在行程中，在一間小商店發現了一隻嘎喳嘴玩具，他買下了打算送給兒子作禮物。哈根繼續駕車完成旅程，在路上他遇到一個要求坐便車的青年人，哈根百般不願意下讓他上車。這名青年半路打刧，還打算殺了哈根。這時候，嘎喳嘴突然動起來，更保護哈根，最後嘎喳嘴殺死了這名青年，又將他的屍體拖到偏僻的地方棄屍。